# Надельвиц

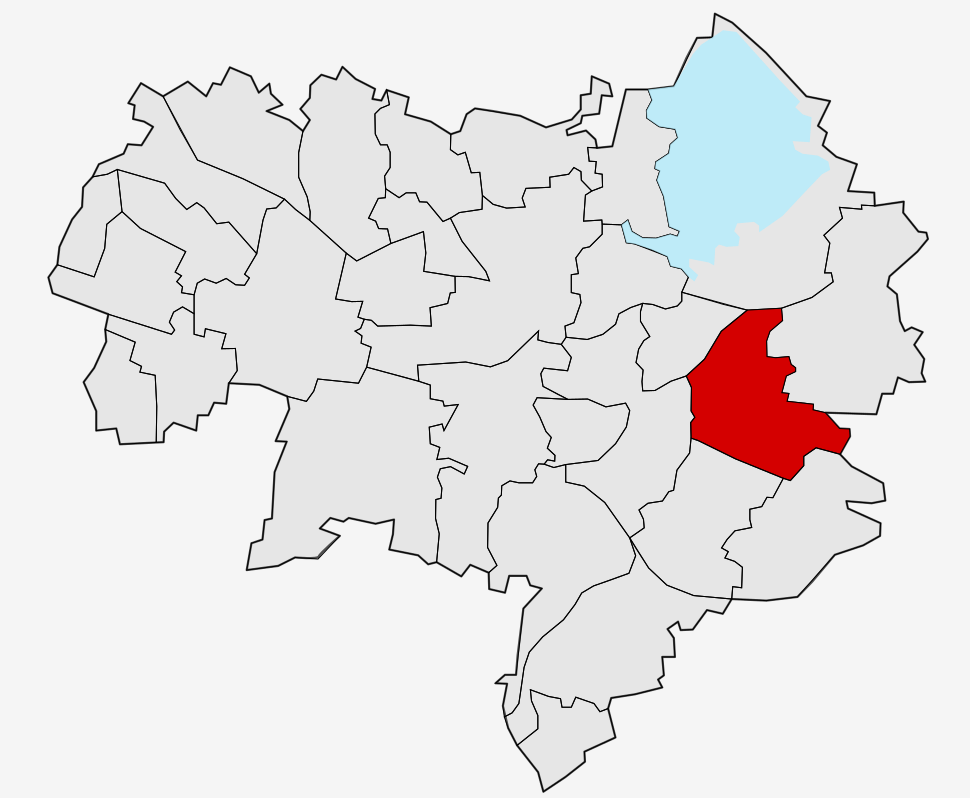
Надельвиц на городской карте Баутцена

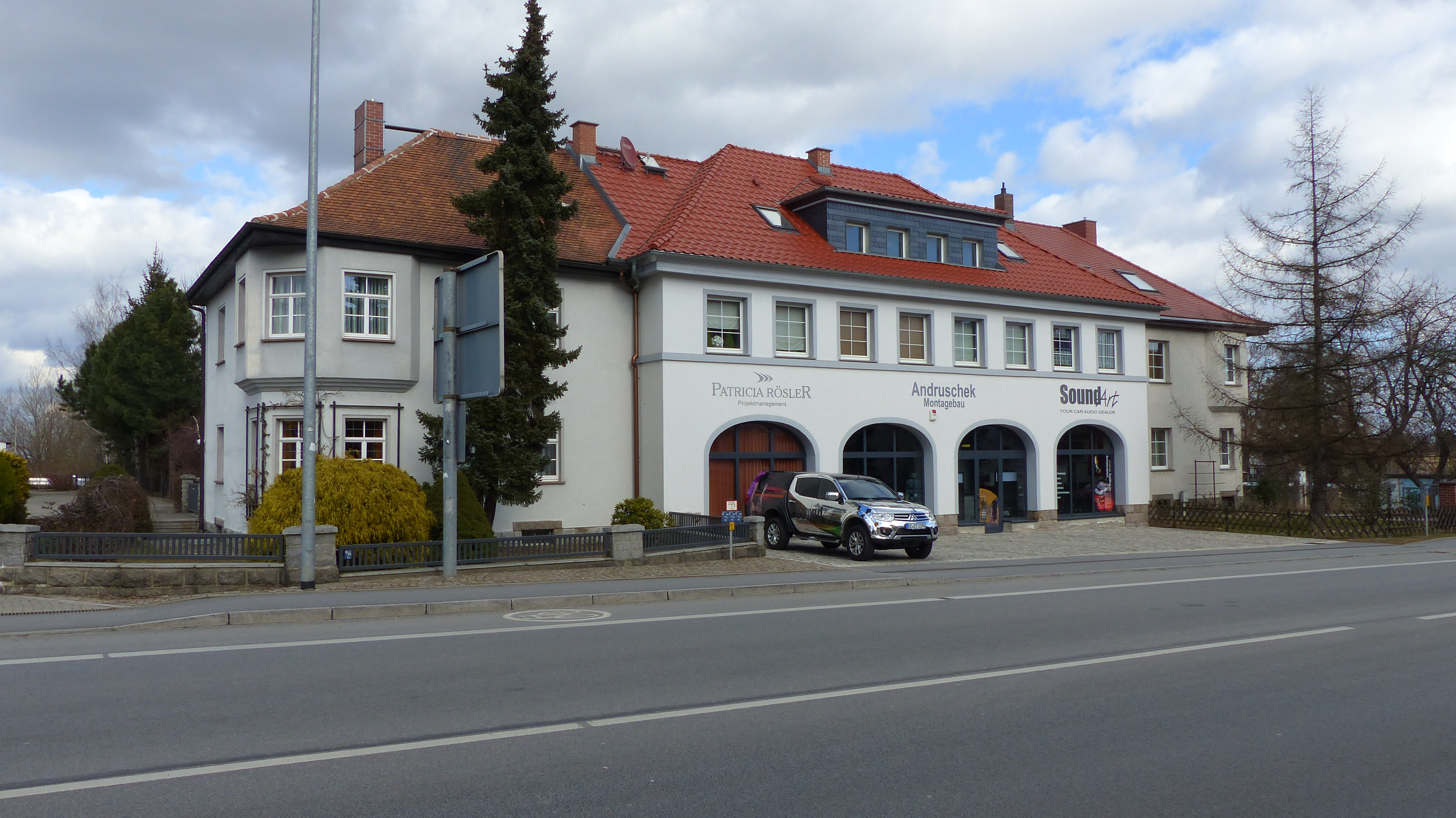
Жилой дом, Löbauer Straße 59a. Памятник культуры федеральной земли Саксония

На́дельвиц или На́джанецы (нем. Nadelwitz; в.-луж. Nadźanecyо файле) — сельский населённый пункт в Верхней Лужице, входящий с 1994 года в городские границы Баутцена, Германия. Район Баутцена.

## География
Находится на левом берегу реки Боблицер-Вассер (нем. Boblitzer Wasser, иное наименование — Альбрехтсбах (нем. Albrechtsbach, славянское наименование — Альбрехтовка (в.-луж. Albrechtowka)) На западе граничит непосредственно с историческим центром Баутцена. На северо-востоке между населённым пунктом и деревней Дельня-Кина находится холм Шафберг (нем. Schafberg, славянское наименование — Во́вча-Го́ра (в.-луж. Wowča hora) высотой 201,6 метров, на котором находится доисторический могильник более чем с двух тысячами захоронениями. Этот могильник является одним из крупнейших археологических памятников в Германии.
На юге от деревни проходит автомобильная дорога B6, на юго-востоке — автомобильная дорога S111 и на западе — автомобильная дорога B156.
В границах населённого пункта находятся гравийный карьер, бывшее Баутценское депо и промышленная зона «Gewerbegebiet Niederkainaer Straße». На севере от деревни находится промышленная зона «Bautzen-Ost». В пределах улицы Weißenberger Straße ранее находилась городская свалка «Abfalldeponie Bautzen-Nadelwitz», которая не функционирует с 2004 года.
Соседние населённые пункты: на северо-востоке — деревня Дельня-Кина (в городских границах Баутцена), на востоке Цыжецы коммуны Кубшюц, на юго-востоке — деревня Йенкецы коммуны Кубшюц, на юге — деревня Вурицы (в городских границах Баутцена), на юго-западе — бывшая деревня Тшеляны (в настоящее время в составе городского района Вуходне-Пшедместо), на востоке — городской район Северовыходны-Обкруг и на северо-западе — городской район Стровотна-Студня.

## История
Впервые упоминается в 1441 году под наименованием «Gers miles de Nadillicz», с 1498 года — в современной орфографии. С 1936 по 1979 года деревня входила в состав коммуны Башюц, с 1979 по 1994 года — в коммуну Енквиц. В 1994 году деревня вошла в городские границы Баутцена.
В настоящее время деревня входит в состав культурно-территориальной автономии «Лужицкая поселенческая область», на территории которой действуют законодательные акты земель Саксонии и Бранденбурга, содействующие сохранению лужицких языков и культуры лужичан.
Исторические немецкие наименования
- Gers miles de Nadillicz
- Nadilwicz, 1400
- Nadelwitz, 1498
- Nadellwiz,1532
- Nadelwitz, 1534

## Население
Официальным языком в населённом пункте, помимо немецкого, является также верхнелужицкий язык.
Согласно статистическому сочинению «Dodawki k statisticy a etnografiji łužickich Serbow» Арношта Муки в 1884 году в деревне проживало 100 человека (из них — 79 лужичанина (95 %)).
| 1834 | 1871 | 1890 | 1910 | 1925 | 2020 |
| ---- | ---- | ---- | ---- | ---- | ---- |
| 59   | 93   | 73   | 89   | 75   | 314  |

## Достопримечательности
Культурные памятники федеральной земли Саксония
Всего в деревне находится шесть объектов памятников культуры и истории.
- Жилой дом, 1927, Löbauer Straße 59а
- Здание Центра профессионального обучения (бывшая школа-интернат), 1818, Löbauer Straße 77
- Жилой дом с хозяйственными пристройками, 1818, Nadelwitzer Straße 14
- Жилой дом с пристройкой, 1890, Nadelwitzer Straße 20
- Бывшая усадьба с каретной, конюшней и хозяйственной постройкой, 1870, Nadelwitzer Straße 45
- Здание Центра профессионального обучения, 1950, Schafbergerstraße 2